# Norðbergseiði
Norðbergseiði är ett näs i Färöarna (Kungariket Danmark).   Det ligger i sýslan Suðuroyar sýsla, i den södra delen av landet, 50 km söder om huvudstaden Tórshavn. Norðbergseiði ligger 134 meter över havet. Det ligger på ön Suðuroy.
Terrängen runt Norðbergseiði är lite kuperad. Havet är nära Norðbergseiði åt nordväst. Runt Norðbergseiði är det ganska glesbefolkat, med 29 invånare per kvadratkilometer. Närmaste större samhälle är Vágur, 16,3 km sydost om Norðbergseiði. 